# Phillip Wilcher

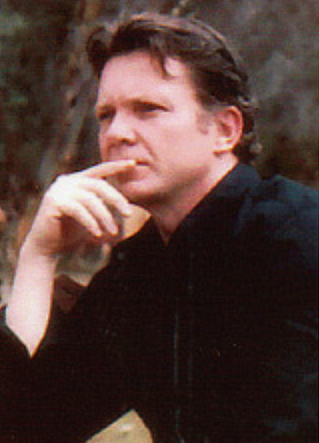
Phillip Wilcher

Phillip Wilcher (* 16. März 1958 in Sydney) ist ein australischer Komponist und Pianist.

## Karriere

### Frühe Jahre
Phillip Wilcher begann im Alter von acht Jahren Klavier zu spielen. Sein Interesse galt bereits in jungen Jahren der Komposition eigener Werke.
Mithilfe von J. Albert & Son veröffentlichte er im Alter von 14 Jahren seine erste Klavierkomposition „Daybreak“, wodurch er zum damals jüngsten Komponisten Australiens aufstieg.
Im Anschluss war Wilcher sieben Jahre lang ein Schüler des Komponisten und Musikwissenschaftlicher Franz Holford, der als Redakteur bei J. Albert & Son beschäftigt war; 20 Jahre lang komponierten beide Musik zusammen. Sein Klavierstück „Autumn Rain“ wurde von J. Albert & Son veröffentlicht, als er 17 Jahre alt war. Weitere Studien führten ihn zu der Pianistin Neta Maughan und der Komponistin Miriam Hyde, mit der er eine 30-jährige Zusammenarbeit pflegte. 1976 wurde Wilcher stellvertretender Redakteur für die Classic/Education Abteilung von J. Albert & Son. Während der 1980er Jahre arbeitete er für die Australian Broadcasting Corporation.

### The Wiggles und musikalische Früherziehung
1991 im Rahmen seiner Tätigkeit im Musikprogramm für musikalische Früherziehung der Macquarie University traf Wilcher Anthony Field, ein ehemaliges Mitglied der australischen Rockgruppe The Cockroaches und Kinderpsychologie-Student, der ihn darum bat ihm bei dem Debütalbum der Musikgruppe The Wiggles zu helfen. Wilcher nimmt für sich in Anspruch für 75 % der Musik auf dem Album verantwortlich zu sein, unter anderem für das Klavierstück „Summer Dance“, welches er im Alter von 14 Jahren komponiert hatte und das unter dem Namen „Archie’s Theme“ auf dem Album zu finden ist. 1992 verließ Wilcher The Wiggles. Die Sprecherin der Musikgruppe Dianna O’Neill behauptet, dass Wilcher ein Rücktrittsschreiben verfasst hat, da er eine Karriere als klassischer Komponist angestrebt habe. Die Australian Recording Industry Association zeichnete später alle Bandmitglieder, auch Wilcher, für ihr Debütalbum, das ein großer Erfolg wurde, mit Gold- und Platinzertifikaten aus. 1993 veröffentlichte Wilcher einen Unterrichtsplan für musikalische Früherziehung mit dem Titel „A Musical Offering“.

### Spätere Karriere
Seine Karriere wurde unter anderem von der Sydney Morning Herald als „eine vielfältige Mischung aus Klassik und Flausen“ bezeichnet. Phillip Wilcher hat über 100 Klavierwerke veröffentlicht. Er hat für den Pianisten Aaron McMillan und den Musiker und ehemaligen ABC Rundfunksprecher, Nachrichtensprecher und Journalisten Clive Robertson Musik komponiert. Wilcher vertonte außerdem Texte des amerikanischen Dichters Jack Larson. Seine Musik wurde auf verschiedenen CDs von zum Beispiel Wirripang und Jade Music aufgenommen. Wilchers Musik wird häufig von den beiden Radiosendern ABC-FM und 2MBS-FM übertragen. 2MBS-FM hat außerdem zwei Dokumentationen über sein künstlerisches Schaffen produziert, „Wilcher and the French Connection“ und „Wilcher's World“. Neben dem Komponieren trat Wilcher außerdem als Pianist Solo und in Verbindung mit diversen Ensembles in Erscheinung.
Um der Terroranschläge am 11. September 2001 zu gedenken, wurde zum ersten Jahrestag der Tragödie sein Klavierstück „One Tuesday in September“ landesweit ausgestrahlt.
Rita Crews von The Studio Quarterly Magazine beschreibt seinen Stil als „frei-fließend, mit einem unterschwelligen romantischem Charakter, in dem melodische Linien und Lyrik hochwichtige Elemente sind“. Mike Smith von 2MBS-FM attestiert seinem vierten Studioalbum „Shimmer“ einen „noch freieren romantischen Charakter als in seinen früheren“ Werken und assoziiert seine Musik mit „Rachmaninov, Albeniz und sogar Brahms“.
Er ist ein gewähltes Mitglied der Australasian Performing Right Association und Vorstandsmitglied des Australian Music Teacher Magazine, für welches er Artikel über Chopin, Brahms und Ravel verfasst hat.

## Werke (Auswahl)

### Für Klavier Solo
- Rhapsody Sonata (1994)
- Daybreak (1974)
- Cobwebs  (199)
- Valses mirages  (1993)
- Autumn rain (1977)
- Silhouette (2004)
- Java: Suite für Klavier Solo (1997)
- Fantasie Sonata (2008)
- Scherzo No. 2 in B flat minor (2005)
- Consolation (1993–1994)
- Prelude, pavane and nocturne (2008)
- Five nocturnes (2016)
- Five nocturnes for left hand (2011)
- Chopiniana (1993)
- Rhapsody sonata no. 2 (1994–1995)
- Three nocturnes (2016)
- Valse Renoir (1995)
- Feuilleton (1996)
- Tango Amargosa (2012)
- Collages (1994)
- Two intermezzi (1994)
- Five nocturnes (2016)
- Elfriede (2012)

### Für Orchester/Ensemble
- Into his countenance for flute and string orchestra (2005–2008)
- Three pavanes for oboe and string orchestra (2012)
- Banquet: fanfare for brass ensemble (2010)
- Of angels and clouds for flute and string orchestra (2006)
- Fanfaronade: fanfare for brass ensemble (2010)
- Mascara IV: music for strings (2015)
- Crossing the divide String Quartet (2012)
- Mascara II: music for strings (2014)
- Adagio for flute, cor anglais, piano and string orchestra (2009)

## Studioalben
- Arabesque (2000)[10]
- Out of the Blowing Sands (2001)[11]
- Etchings (2002)[12]
- Shimmer (2004)[9]
- Into His Countenance (2008)[13]
- Bundanon (2009)[14]
- Goldleafing a Dream (2011)[15]
- Wind Chimes (2012)[16]
- Heaven Haven (2014)[17]